# Munții Stâncoși

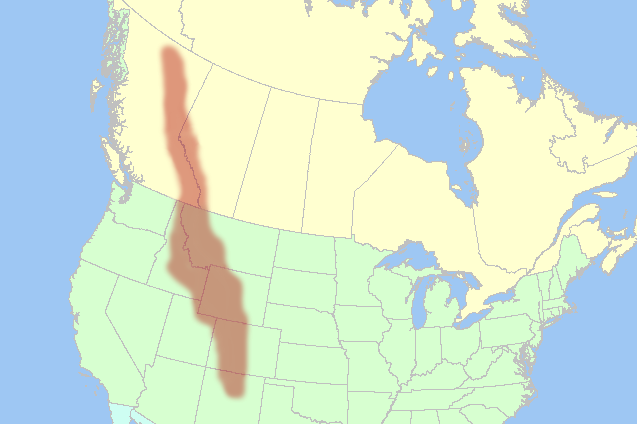
Rocky Mountains in Canada și SUA

Munții Stâncoși (conform originalului din engleză, Rocky Mountains, pronunție ɹɒkiˈmaʊntənz), numiți și Rockies) sunt munți de încrețire situați în vestul Americii de Nord, conținând sporadic și câțiva vulcani. 

## Așezare și întindere
Munții Stâncoși se întind pe o lungime de 4.500 - 5.000 km având lățimea maximă de 500 - 600 km în statul Colorado, iar de la parcul național Yellowstone spre nord munții se despart în mai multe lanțuri muntoase având lățimi mai mici, de circa 50 până la 120 km.

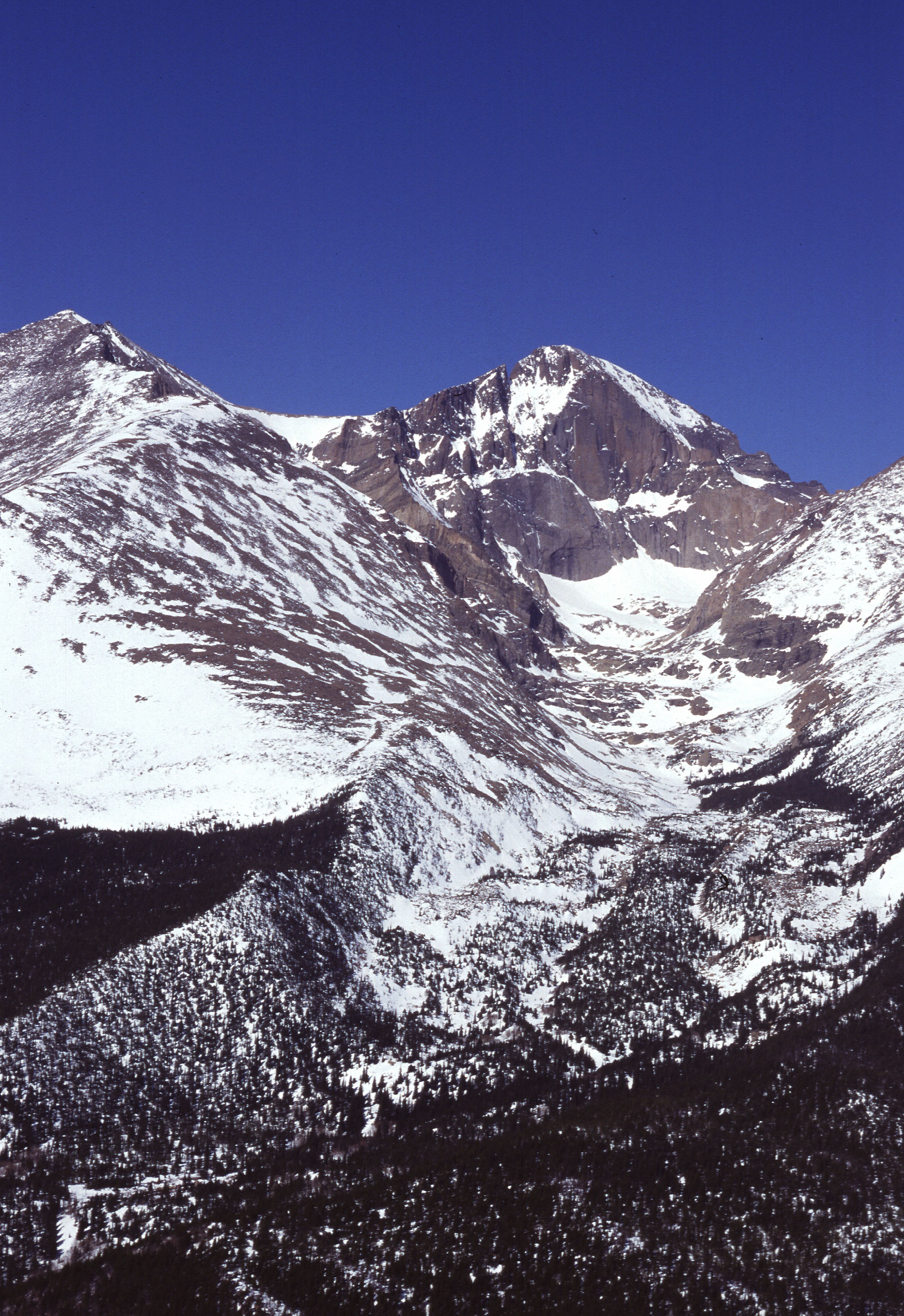
Grămadă de zăpadă la peste 4.000 m înălțime in Longs Peak in Rocky Mountains, Colorado.

Munții se întind din Mexic (cu munții Sierra Volcánica Transversal, Sierra Madre del Sur, Sierra Madre Occidental și Sierra Madre Oriental), prin statele SUA: Montana, Idaho, Wyoming, Colorado și New Mexico, până în Canada, unde, pe coasta Oceanului Pacific, se continuă cu Munții Columbia și se încheie în Alaska cu lanțurile muntoase Alasca Brook și Elias. Munții Cascadei (Cascade Mountains) și Coast Mountains nu aparțin de Munții Stâncoși.
Muntele cel mai înalt al lanțului Munților Stâncoși este Mount McKinley din Alaska, cu 6.194 m urmat de Mount Logan din Canada cu 5.959 m și Mount Elbert cu 4.401 m înălțime. 
Rocky Mountains, ce par a fi o "coloană vertebrală" a Americii de Nord, sunt de fapt continuarea Anzilor Cordilieri din America de Sud, care par a fi coloana vertebrală a continentului american de sud. In Munții Stâncoși se află renumitul parc național Yellowstone numeroase centre ale sporturilor de iarnă și zăcăminte bogate.

## Geologie și geografie
Munții cei mai vechi s-au format înainte cu 600 - 700 milioane de ani, fiind munți uriași, dar în următoarele 400 milioane de ani au fost supuși proceselor de eroziune, fiind aproape complet nivelați; numai în sud sunt urme rămase de la acești munți. 
Munții Stâncoși sunt munți mai tineri ce au luat naștere în urmă cu 70 de milioane de ani perioada de orogeneză, procesul lor de formare fiind în urmă cu cca. 30 de milioane de ani, formându-se totodată o regiune de podiș numit Basin and Range Province, pe atunci munții având înălțimea de azi a munților Himalaya. 
Rocile Munților Stâncoși sunt în marea majoritate roci metamorfice și magmatice (vulcanice) mai ales în San Juan Mountains. Rocky Mountains au înălțimea medie de 2000 - 3000 de m, vârfurile mai înalte fiind în nord Glacier-Nationalpark acoperiți cu ghețari, tot în partea de nord se găsește un podiș întins Marele Bazin limitat de munți. Scoarța sau crusta terestră este foarte subțire în parcul național Yellowstone, fapt pentru care aici se pot observa diferite formațiuni alcătuite de activitatea vulcanică ca: Geysire și izvoare termale.

## Ape curgătoare

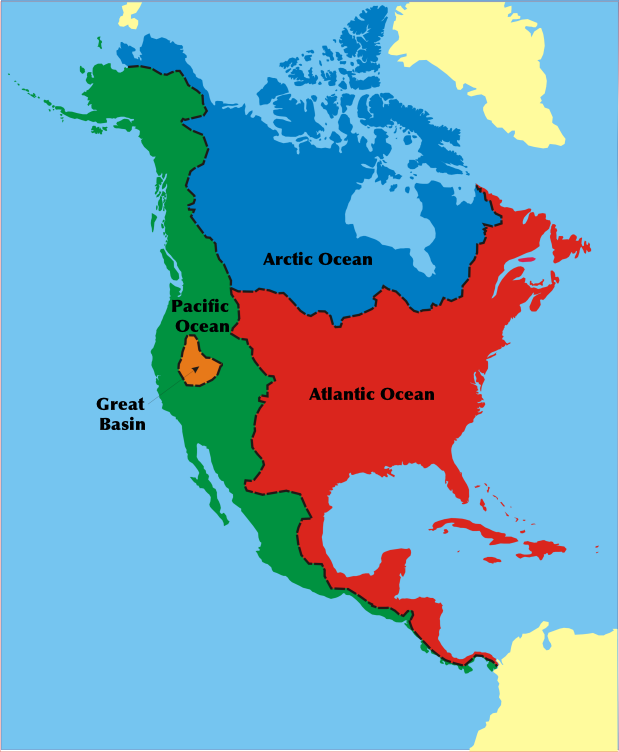
Cumpăna apelor din America de Nord de-a lungul Munților Stâncoși

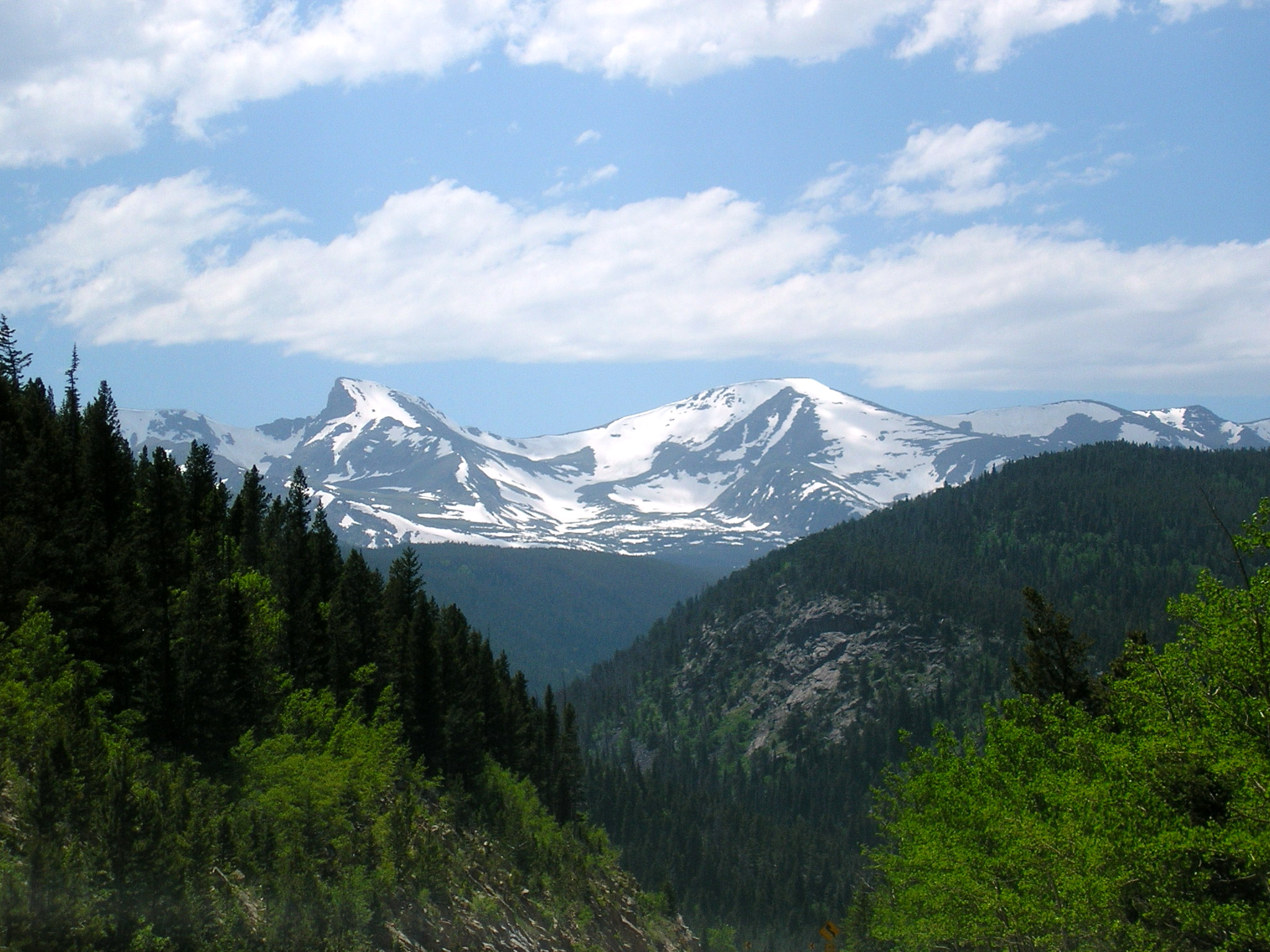
Rockies in apropiere de Ward, Colorado

De-a lungul Munților Stâncoși se întinde și cumpăna apelor (Continental Divide) a continentului nord american, aceste fluvii se varsă în trei din cele cinci oceane existente pe glob, și anume Oceanul Atlantic, Oceanul Pacific și Oceanul Înghețat de Nord. Triple Divide Peak cu înălțimea de 2444 m din parcul național Glacier se varsă în trei mări. Apele curgătoare majore ce izvorăsc din Rocky Mountains sunt:
| 1. Arkansas 2. Athabasca River 3. Colorado River 4. Columbia River 5. Fraser River | 1. Kootenay River 2. Liard River 3. Missouri River 4. Peace River 5. Platte River | 1. Rio Grande 2. Snake River 3. Yellowstone River 4. Yukon |

## Climă
Domină vânturile de vest aducând aer rece și umed cu ploi dinspre Pacific, ceea ce determină o climă umedă spre coasta Pacificului (versanții vestici) și o climă uscată (versanții de est) a munților. Temperaturile sunt tipice unei clime alpine, frecvent înnorat excepție parcul Yellowstone, cu temperaturi medii de 6°, precipitațiile medii de 36 cm pe an. Această climă determină dezvoltarea unei flore alpine, la altitudini mai joase cu păduri.

## Turism

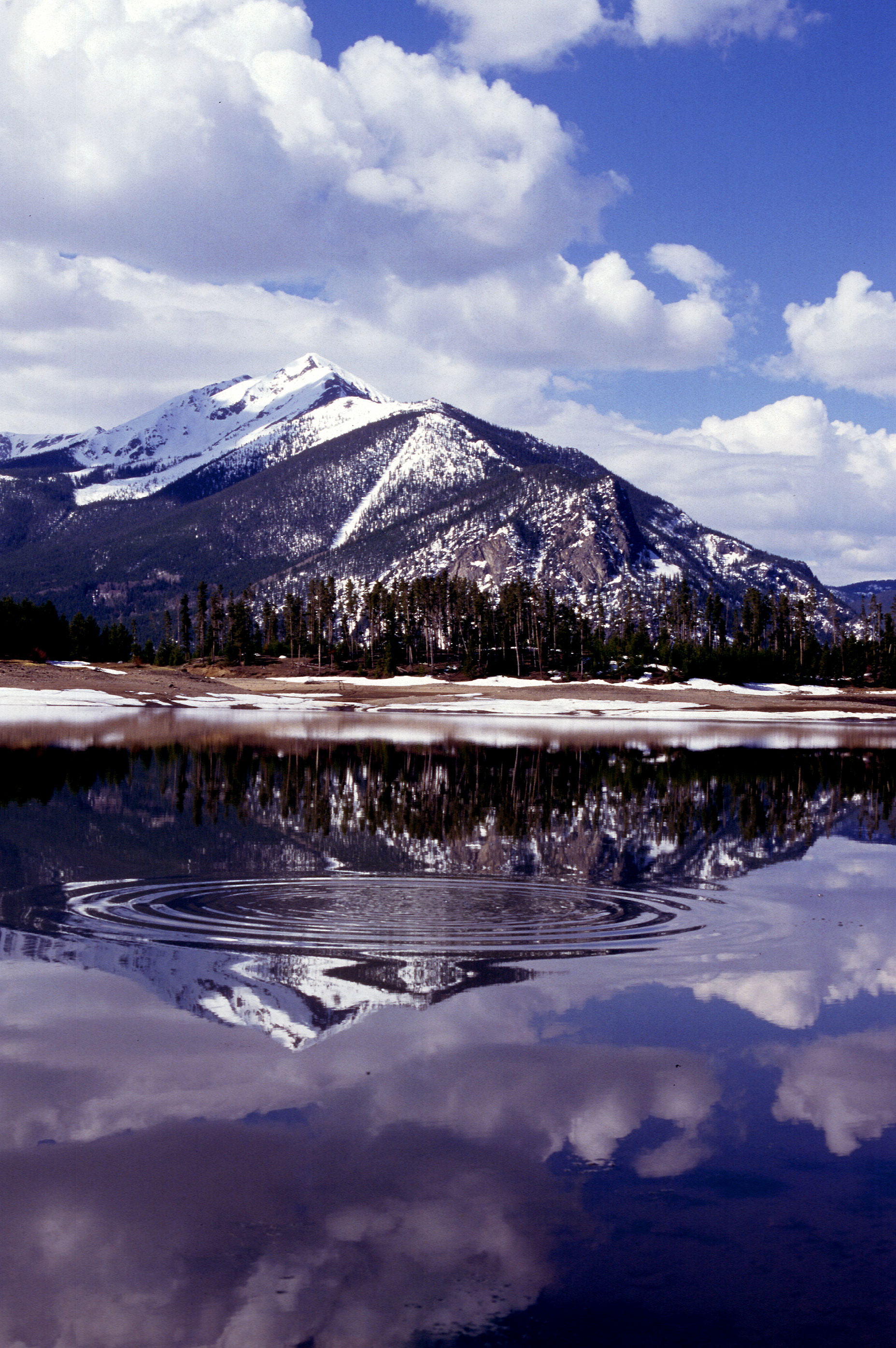
Apa provenită din zăpada topită din munți și colectată într-un lac (Rocky Mountains) în apropiere de Dillon, Colorado.

Densitatea populației din această regiune este destul de rară. Sunt puține orașe cu peste 50 000 de locuitori. 
- Însă munții atrag milioane de turiști, în vară punctele de atracție principale sunt: Pikes Peak, Royal Gorge, Parcul Național Rocky-Mountain, Parcul Național Yellowstone, Parcul Național Grand-Teton și Parcul Național Glaciar iar în Canada Parcul Național Waterton-Lakes, Parcul Național Banff, Parcul Național Jasper, Parcul Național Yoho, Parcul Național Kootenay, Parcul Național Mount-Revelstoke și Parcul Național Glacier ca și Parcul Național Mount-Robson. Parcul Național Mount-Revelstoke și Parcul Național Glacier situați în vestul Rocky Mountains in Columbia Mountains, despărțiți de Rocky Mountain Trench, care este străbătută de Columbia River.
- In iarnă sunt atracțiile sporturilor de iarnă, în mod deosebit schiul alpin cu regiunile:

Aspen, Vail, Keystone, Breckenridge, și Copper Mountain in Colorado; Alta, Park City și Snowbird in Utah; Sun Valley in Idaho; Big Mountain și Big Sky in Montana; Lake Louise și Sunshine Village in Alberta și Fernie in Columbia Britanică.

## Minerit
Munții conțin zăcăminte de plumb, aur, cupru, molibden, argint, wolfram, zinc. Zonele de podiș sunt bogate în cărbuni, gaze naturale, petrol, șisturi.

## Sursă
- Rocky-Mountains